# Малышево (Пестовский район)
Малышево — деревня в Пестовском муниципальном районе Новгородской области, относится к Быковскому сельскому поселению. Население по всероссийской переписи населения 2010 года — 7 человек (мужчина и 6 женщин).
Деревня расположена на востоке области, в восточной части района, у административной границы с Устюженским районом Вологодской области, на 27 км автодороги Мирово — Малышево. Площадь территории деревни — 19,6 га

## История
Первый план деревни был составлен землемером Колесниковым в 1782 году. Есть основания полагать, что деревня появилась ещё в XVII веке.
Деревня разрослась после 1935 года, когда в период коллективизации, в Малышево были переселены крестьяне с окрестных хуторов.
90-е годы XX века характеризуются резким снижением численности населения деревни.

## Достопримечательности
В XIX веке в деревне была построена часовня Марии Магдалины, которая действовала до середины 30х годов XX века. В 1981 году она была перевезена в музей деревянного зодчества Витославлицы.

## Транспортное сообщение
Существует автобусное сообщение с административным центром района — городом Пестово
1. маршрут № 111, Пестово — Малышево;[5]